# أذر
الأذر (/ˌæzərbaɪˈdʒɑːni/; (بالأذرية: Azərbaycan Türkleri), آذربایجانلیلار) هم مجموعة عرقية ناطقة بالتركية الذين يعيشون بشكل رئيسي في جمهورية أذربيجان وأذربيجان الإيرانية. كما يشار إليهم أيضا باسم «أتراك أذربيجان» (Azərbaycan Türkləri), حيث يعيشون في مساحة واسعة، تمتد من القوقاز إلى الهضبة الإيرانية. الاذربيجانيون أغلبهم مسلمين شيعة، ولديهم تراث ثقافي مختلط، يشمل عناصر إيرانية وتركية وقوقازية. أنهم يشكلون أكبر مجموعة عرقية في جمهورية أذربيجان وحتى الآن يشكلون ثاني أكبر مجموعة عرقية في إيران. حيث يشكل الأذريون أكبر عدد على مستوى العالم في إيران تليها جمهورية أذربيجان.
في أعقاب الحروب الروسية الفارسية من 1804-1813 و1826-1828 تم التنازل عن الأراضي القاجارية الإيرانية في القوقاز بالقوة إلى الإمبراطورية الروسية ومعاهدة جوليستان في عام 1813 ومعاهدة تركمانجاي في عام 1828 انتهت من وضع الحدود بين الإمبراطورية الروسية وقاجار إيران. كما أن المناطق إلى الشمال من نهر اراس، بما فيها أراضي جمهورية أذربيجان وقتها، كانت اراضي إيرانية حتى احتلتها روسيا على مدار القرن 19. الحروب الروسية الفارسية في القرن 19 عملت على رسم الحدود المعاصرة لإيران، وتجريدها من جميع أراضيها القوقازية ودمجها في الإمبراطورية الروسية. فالتشكيل النهائي لجمهورية أذربيجان الديمقراطية في عام 1918، أنشأ أراضي أذربيجان الحالية.
كنتيجة مباشرة لتنازلات قاجاريون إيران القسري لروسيا، افترق الأذربيجانيون حالياً بين دولتين: إيران وأذربيجان. على الرغم من المعيشة على الجانبين من الحدود الدولية، يشكل الاذريين مجموعة عرقية واحدة. ولكن، يختلف الشماليين عن الجنوبيين وذلك يرجع إلى ما يقارب قرنين من الزمان من التطور الاجتماعي المنفصل بين الإيرانيين الأذربيجانيين وتلك الموجودة في روسيا السوفيتية التي أثرت بدورها في أذربيجان الاشتراكية السوفياتية. كما أن اللغة الأذرية اللغة الموحدة بين الاذريين ببعضهم وتلك اللغة مفهومة بشكل متبادل مع اللغة التركمانية، قاشقائية، الغاغوزية والتركية واللهجات التي يتحدث بها تركمان العراق، وكلها لغات أوغوزية من ضمن اللغات التركية.

## تاريخ أذربيجان
يعتقد أن «أذربيجان» سميت بذلك الاسم بعد اتروبات، المرزبان الفارسي (حاكم) الذي حكم أتروباتين (أذربيجان الإيرانية).:2 اسم اتروبات يعني «المحمىّ بالنار». نظرية بديلة هي أن أذربيجان هي مزيج من كلمتين فارسيتين، «آزار» معنى «النار (المقدس)» و «بايجان» التي تعني «مكان».
هناك جدل حول الأذرية القديمة حيث يقال أن تحدث السكان القدماء للمنطقة اللغة الآذرية القديمة، التي تنتمي إلى فرع إيراني من اللغات الهندو أوروبية. في القرن ال11 مع الفتوحات السلاجقة، بدأت القبائل الأوغوز التركية تتحرك عبر الهضبة الإيرانية إلى القوقاز والأناضول. وقد ازداد تدفق الأوغوز والقبائل التركمانية الأخرى من جراء الغزو المغولي. من هنا، انقسمت قبائل الأوغوز إلى عدة مجموعات صغيرة، بعض منهم - معظمهم من السنة - انتقلوا إلى الأناضول (أي العثمانيين فيما بعد) واستقروا بها، في حين بقي آخرون في منطقة القوقاز وفيما بعد - بسبب تأثير الصفوية - تحول معظم هؤلاء في نهاية الأمر إلى الفرع الشيعي في الإسلام. فلقد احتفظ تلك القبائل الاوغوزية التركية على لقب «تركمان» لمدة طويلة من الزمان؛ ومن بدايات القرن 13 تم تتريك السكان الإيرانيين في منطقة أذربيجان المتمثلة في جمهورية أذربيجان الحالية و أذربيجان الإيرانية، وبالتالي خلق هوية  تقوم على التشيع واستخدام الأوغوز التركية. اليوم، عُرف السكان الناطقين بالتركية بالاذريين.

### الفترة القديمة
يُعتقد أن القبائل الناطقة الألبانية القوقازية هم السكان الأوائل في المنطقة حيث تقع جمهورية أذربيجان(حالياً). كما أن المستوطنات الإيرانية شملت السكيثيين في وقت مبكر من القرن التاسع قبل الميلاد. بعد السكيثيين، جاء الميديون للسيطرة على المنطقة الواقعة للجنوب من نهر اراس. أقام الشعب الإيراني القديم من الميديين إمبراطورية واسعة بين عامى 900 و700 قبل الميلاد، حيث ضُمت فيها الاخمينيين إلى إمبراطوريتهم الخاصة حوالي 550 قبل الميلاد. خلال هذه الفترة انتشرت الديانة الزرادشتية في القوقاز وفي أتروباتين.
هزم الإسكندر الأكبر الاخمينيين في 330 قبل الميلاد، ولكن سمح لحاكم للمديين اتروبات للبقاء في السلطة. بعد تراجع السلوقيون في بلاد فارس في 247 قبل الميلاد، سعت المملكة الأرمينية في السيطرة على أجزاء من ألبانيا القوقازية. أنشئ الألبان القوقازيون مملكة في القرن الأول قبل الميلاد، وظلت إلى حد كبير مستقلة حتى ضمها الساسانيون إلى مملكتهم وجعلوها دولة تابعة في 252 م.:38 ذهب حاكم ألبانيا القوقازية الملك اورناير إلى أرمينيا ثم اعتمد المسيحية رسميا دين للدولة في القرن الرابع الميلادي، وظلت ألبانيا دولة مسيحية حتى القرن الثامن الميلادى. انتهت السيطرة الساسانية مع هزيمتهم على يد العرب المسلمين في 642 م، من خلال الفتح الإسلامي لفارس.

### فترة العصور الوسطى

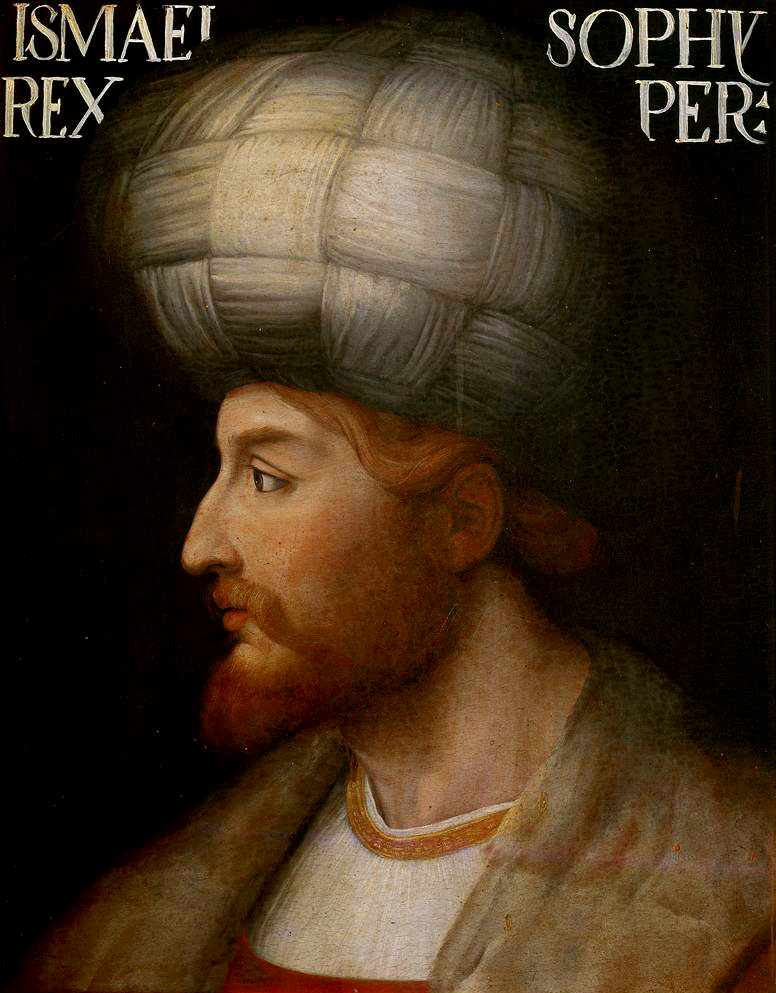
كان الشاه إسماعيل الأول مؤسس الدولة الصفوية في إيران من المحتمل أن يكون من أصل أذربيجاني.

هزم المسلمون العرب الساسانيين والبيزنطيين أثناء مسيرتهم إلى منطقة القوقاز. جعل المسلمون ألبانيا القوقازية دولة تابعة لهم بعد المقاومة المسيحية، التي كانت بقيادة الأمير جوفانشير، ثم استسلم في 667م.:71 بين القرنين التاسع والعاشر بدأ الكتاب العرب للإشارة إلى المنطقة بين نهرى كورا واراس باسم أران.:20 خلال هذا الوقت جاء عرب من البصرة والكوفة إلى أذربيجان واستولوا على الأراضي التي قد هجرتها الشعوب الأصلية لتلك المنطقة؛ لذا أصبح العرب النخبة المالكة لتلك الأراضي.:48 كان التحول إلى الإسلام بطيئ مع استمرار المقاومة المحلية لعدة قرون، ونما الاستياء لدى الشعوب المحلية عندما بدأت مجموعات صغيرة من العرب يهاجرون إلى المدن مثل تبريز ومراغة. وأثار هذا التدفق تمرد كبير في أذربيجان الإيرانية 816-837، بقيادة واحد من الاهالى المحليين الزرادشتيين اسمه باباك. وعلى الرغم من استمرار المقاومة، فإن الغالبية العظمى من سكان أذربيجان تحولوا إلى الإسلام. فيما بعد، في القرنين 10TH وال11، تمت السيطرة على أجزاء من أذربيجان سلالات الكردية مثل الشداديون والراوندية.
في منتصف القرن الحادي عشر، أطاح السلاجقة بالحكم العربي، وأنشأوا إمبراطورية شملت معظم جنوب غرب آسيا. اتسمت الفترة السلجوقية بتدفق البدو الأوغوز إلى المنطقة، الذين يشكلون الكتلة المؤسسة للشعب الأذر الحديث. وقد أُرخت الهوية التركية الناشئة في القصائد الملحمية، فإن كتاب دده قورقوت يعتبر أقدم كتاب الذي يتعلق بحكايات مجازية عن الأتراك الأوائل في القوقاز وآسيا الصغرى.:45 توقفت السيادة التركية على يد المغول عام 1227، لكنه أعيدت سلطتهم مع التيموريين ثم السنيين التركمان قراقويونلو (الخراف السوداء) وآق قويونلو (الخراف البيضاء) الذين سيطروا على أذربيجان، أجزاء كبيرة من إيران، شرق الأناضول، و أجزاء صغيرة آخرى من غرب آسيا، حتى استولى الصفويون الشيعة على السلطة في 1501.:113:285

### أوائل الفترة الحديثة
الصفويين قد أتوا من نواحى أردبيل في أذربيجان الإيرانية واستمرت سلطانهم حتى عام 1722، منشئين أسس الدولة الإيرانية الحديثة. قد ظل الصفويون بجوار عدوهم التقليدي العثمانيين، حيث سيطروا على منطقة غرب آسيا برمتها وخارجها لعدة قرون. فقد تجاوزت الدولة منافسها الامبراطورية العثمانية سياسياً وأيديولوجياً في القوة العسكرية فقد بلغت الدولة الصفوية ذروتها في عهد الشاه عباس الأول. لوحظت إنجازاتهم في بناء الدولة، والهندسة المعمارية، والعلوم، ولكن تداعت الدولة الصفوية بسبب اضمحلال داخلي معظمها من دسائس من الفئة الحاكمة، وكذلك الحروب العثمانية الصفوية وانتفاضات الأقليات العرقية مثل انتفاضة كاخيتى، والضغوط المتكررة الخارجية منذ قرن من الروس، وأخيرا الانتهازيين الأفغان الذين أجهزوا على نهاية تلك الدولة. شجع الصفويين على نشر المذهب الشيعي، بالإضافة إلى الآداب والثقافة وخلق الشاه عباس الأول جو فكري وذلك على حسب أراء بعض العلماء يمثل «عصر ذهبي» جديد. كما قام بإصلاحات في الحكومة والجيش واستجاب لاحتياجات عامة الشعب. وبسبب الصفويين انتشر المذهب الشيعي وهو دين الدولة في جميع أنحاء مجالاتهم الواسعة، فإن معظم سكان الوقت الحاضر في إيران وأذربيجان تم تشيعهم قبل ظهور الصفويين ولكن ليس بالشكل الكبير الذي اقامه الصفويون. بعد تفكك الدولة الصفوية، أعقبها غزو نادر شاه الأفشارى وهو زعيم سني من خراسان الذي قلص قوة الشيعة:300، وشُهد له بالعبقرية العسكرية بصفة استثنائية، مما جعل إيران تصل إلى أقصى حد لها منذ الإمبراطورية الساسانية. وبعد انهيار الدولة الصفوية خاصة بعد موت نادر شاه، ثم اتبعها فترة حكم وجيزة من كريم خان الذي كان مؤسس الأسرة الزندية، كانت فترة حكمه من 1751 إلى 1779 وحكم كل من إيران باستثناء خراسان، وسيطر أيضا على بعض الأراضي القوقازية واحتل البصرة لعدة سنوات، ثم تلاها فترة حكم القاجاريين، الذين حكموا أذربيجان وإيران من 1779.:106 ظهور روسيا فيما بعد أصبح تهديدا للممتلكات الإيرانية والتركية في منطقة القوقاز في هذه الفترة. وعلى الرغم من وجود صراعات عسكرية بالفعل إلا إنها كانت طفيفة في القرن ال17، وبدأت الحروب الروسية الفارسية رسميا في القرن الثامن عشر، وانتهت في أوائل القرن التاسع عشر مع معاهدة غوليستان عام 1813م ومعاهدة تركمانجاي في عام 1828، والتي تنازل فيها القاجاريون عن جزء من القوقاز للإمبراطورية الروسية.:17 المنطقة الواقعة إلى الشمال من نهر اراس، من بينها أراضي الجمهورية أذربيجان الحالية، كانت أراضي إيرانية حتى احتلتها روسيا خلال القرن ال19. في حين الأذربيجانيين في إيران اندمجوا في المجتمع الإيراني ولكن بمجتمع خاص بهم، أما الأذربيجانيون الذين كانوا يعيشون في أران، تم إدراج اراضيهم الإمبراطورية الروسية.

### الفترة الحديثة في أذربيجان

خريطة لجمهورية أذربيجان الديمقراطية التي قدمها الوفد الأذربيجاني في مؤتمر باريس للسلام 1919.

بعد انهيار الإمبراطورية الروسية خلال الحرب العالمية الأولى،فإن كلا من أذربيجان، مع أرمينيا وجورجيا شكلوا جزءا من الجمهورية الترانسقوقازية الديمقراطية الإتحادية قصيرة الأجل. وأعقب ذلك مجازر أحداث مارس التي وقعت بين 30 مارس و 2 أبريل 1918 في مدينة باكو والمناطق المجاورة لمحافظة باكو من الإمبراطورية الروسية. عندما انحلت تلك الجمهورية في مايو 1918، أعلنت أذربيجان استقلالها باسم جمهورية أذربيجان الديمقراطية. كانت تُعد جمهورية أذربيجان الديمقراطية أول جمهورية برلمانية حديثة في العالم الإسلامي. ومن بين الإنجازات الهامة للبرلمان كان تمديد حق التصويت للنساء، مما يجعل أذربيجان أول دولة مسلمة في منح المرأة حقوقا سياسية متساوية مع الرجال. وكان آخر إنجاز هام لجمهورية أذربيجان الديمقراطية هو تأسيس جامعة باكو الحكومية، التي تعد أول جامعة حديثة من نوعها التي تأسست في الشرق الإسلامى. وبحلول مارس عام 1920، كان من الواضح أن روسيا السوفياتية ستهاجم باكو التي تشتد الحاجة إليها. وقال فلاديمير لينين أن الغزو كان مبررا كرد روسيا السوفيتية لا يمكنها العيش بدون نفط باكو. استمرت أذربيجان كدولة مستقلة ل23 أشهر فقط حتى غزاها الجيش الأحمر الحادى عشر السوفياتي البلشفي، وإنشاء جمهورية أذربيجان الاشتراكية السوفياتية في 28 أبريل 1920. وعلى الرغم من أن الجزء الأكبر من الجيش الأذربيجاني المشكل حديثا شارك في اخماد تمرد أرمني والتي فضت للتو في قاراباغ، لم يتنازل الاذريون عن استقلالهم الوجيز من 1918-1920 بسرعة أو بسهولة. قتل ما لا يقل عن 20،000 جندي أذربيجاني مقاومين ما كان من إعادة السيطرة الروسية علي أذربيجان. وجاء الاستقلال الوجيز لشمال أذربيجان في 1918-1920 من بعد أكثر من 70 عاما من الحكم السوفيتي.:91 بعد استعادة الاستقلال في أكتوبر 1991، أصبحت جمهورية أذربيجان متورطة في حرب مع أرمينيا المجاورة لها حول منطقة ناغورني كاراباخ.:97

### الفترة الحديثة في إيران

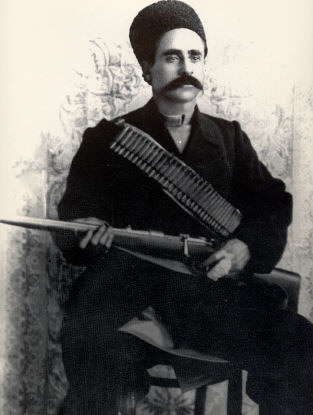
كان ستار خان (1868-1914) شخصية ثورية كبرى في فترة القاجاريين في العقود المتأخرة من إيران.

في إيران، الاذريين مثل ستار خان سعى للإصلاح دستوري. الثورة الدستورية الفارسية في 1906-1911 زعزعت حكم القاجاريين. حيث تأسس البرلمان على جهود الدستوريين، وظهرت الصحف المؤيدة للديمقراطية. في أسرع وقت تم إزالة آخر شاه من الأسرة القاجارية في انقلاب عسكري بقيادة رضا خان. في السعي لفرض الانسجام الوطني في بلد حيث كان نصف سكانها أقليات عرقية، حظر رضا شاه في تتابع سريع في استخدام اللغة الأذربيجانية في المدارس، والعروض المسرحية والاحتفالات الدينية، والكتب.
فور خلع الشاه رضا في سبتمبر 1941، أخذت القوات السوفيتية في السيطرة على أذربيجان الإيرانية، وساعدت على إقامة حكومة شعبية أذربيجانية، وهي دولة تابعة تحت قيادة سيد جعفر پیشه‌وری يدعمه أذربيجان السوفيتية. وكان الهدف من الوجود العسكري السوفياتي في أذربيجان الإيرانية بشكل رئيسي في تأمين طريق إمداد الحلفاء خلال الحرب العالمية الثانية. ضغطت الولايات المتحدة وبريطانيا على السوفييت إلى الانسحاب قبل انتهاء عام 1946. بعد ذلك مباشرة، استعادت الحكومة الإيرانية السيطرة على أذربيجان الإيرانية.
وفقا للبروفيسور غاري آر هيس:
في 11 ديسمبر، دخلت قوة إيرانية تبريز وحكومة بيشەورى سرعان ما انهارت. والواقع أن الإيرانيين كانوا مرحب بهم بشكل كبير من الشعب الأذربيجاني، الذي فضل بشدة هيمنة طهران بدلا من موسكو. واستعداد الاتحاد السوفييتي للتخلي عن نفوذه في أذربيجان الإيرانية ربما نتج عن عدة عوامل، بما فيه من إدراك أن المشاعر للحكم الذاتي قد بولغ فيها وأن امتيازات نفطية ظلت الهدف السوفيتي مرغوب فيها أكثر على المدى الطويل.

## أصول الشعب الأذربيجاني

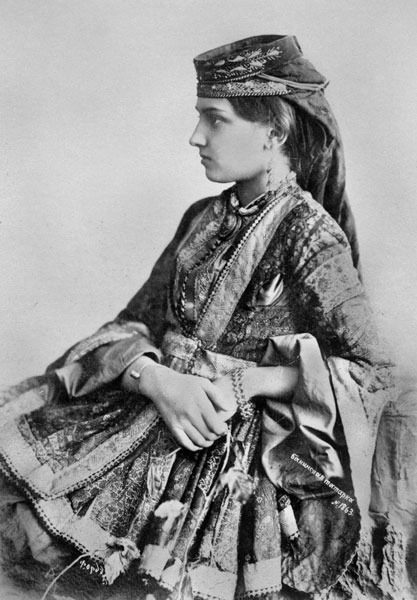
سيدة نبيلة آذرية من باكو، 1897.

في كثير من المراجع يتم تصنيف الأذربيجانيين كشعب تركي، بسبب لغتهم التركية. ومع ذلك،يرى البعض أن الأذربيجانيين  من نسل القوقاز الألبان والشعوب الإيرانية الذين عاشوا في مناطق القوقاز وشمال إيران قبل التتريك. كتب المؤرخ فلاديمير مينورسكي إلى ان حد كبير من السكان الإيرانيين والقوقاز أصبحوا ناطقين بالتركية:
في بداية القرن5 /القرن11 احتلت جحافل الأوغوز أذربيجان، لأول مرة في شكل أحزاب صغيرة، ومن ثم في أعداد كبيرة، وذلك في ظل عهد السلاجقة. ونتيجة لذلك، أصبح الشعب الإيراني من أذربيجان والأجزاء المجاورة من القوقاز ناطق باللغة التركية في حين أن السمات المميزة للاذرية التركية مثل التنغيم في الفارسية وتجاهل الانسجام الصوتى، والتى تعكس الأصل الغير تركي من السكان الذى تم تتريكهم

وهكذا، ساعدت قرون من الهجرة التركية والتتريك في المنطقة لصوغ الهوية العرقية الأذربيجانية المعاصرة.
ولكن من المهم الإشارة ان «المصادر الاذربيجانية نفسها» تعتبر الاذريين «من اصل تركي صميم» بعيدا عن كل النظريات الأخرى حول الموضوع وهو مطابق لتحليلات الحمض النووي الريبوزي منقوص الأكسجين لشريحة واسعة للشعب الاذربيجاني ،معتبرة ان نظرية الاصل الفارسي لها اغراض سياسية إيرانية بسبب ان الاذريين يشكلون ثلث الشعب في إيران ،مما يجعل هذا التخريج حل جذري بالنسبة «للمعضلة الاذرية في إيران».

### التتريك

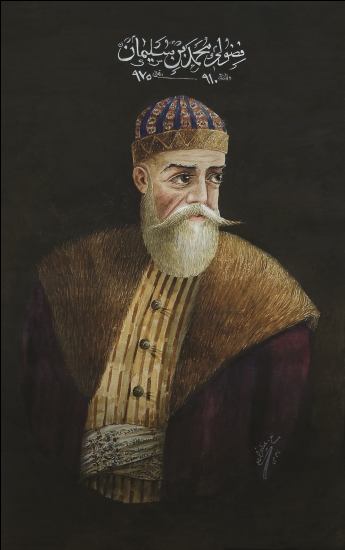
صورة لمحمد فضولي بواسطة عظيم عظيمزاده (1914). يعتبر فضولي واحد من أعظم الشعراء الأذربيجانيين.

بدأ أقدم توغل تركي كبير في المنطقة التي تعرف الآن باسم أذربيجان وتسارعت أثناء فترة السلاجقة. ظلت الهجرة من الأوغوز الأتراك إلى الاراضى التي تعرف الآن باسم تركمانستان، التي تشهد على التشابه اللغوي، وقد زادت الهجرات خلال الفترة المغولية، كما كان العديد من الجنود تحت حكم الإيلخانات كانوا اتراك. بحلول فترة الصفويين، واصلت عملية تتريك أذربيجان بتأثير القزلباش. اسم «أذربيجان» مشتق تماماً من اسم الأقليم قبل وجود الاتراك المعروفة بأزراباياجان أو أدرباياجان، وذلك يوضح التحول التدريجي للغة، كما نجت أسماء الأماكن المحلية من التتريك، وإن كان ذلك فيه تغيير شكل من الاشكال.
معظم الأكاديميين لاحظوا التتريك اللغوي في الغالب لغير الناطقين بالتركية للشعوب الأصلية واستيعاب مجموعات صغيرة من القبائل التركية.:6–7

### أصول إيرانية
تقول «المصادر الإيرانية» أن الأذربيجانيين من أصول إيرانية الممتدة من القبائل الإيرانية القديمة، مثل الميديين في أذربيجان الإيرانية، والغزاة السكوثيون الذين وصلوا خلال القرن الثامن قبل الميلاد. ويعتقد أيضاً أن الميديين مختلطيين مع مانيين. فتشهد مخطوطات قديمة لأحد المؤرخين العرب للمسعودي على الوجود الإيراني في المنطقة.
| أذر | الفرس أمة حد بلادها الجبال من الماهات وغيرها وآذربيجان إلى ما يلي بلاد أرمينيا وأران والبيلقان إلى دربند وهو الباب والأبواب والري وطبرستان والمسقط والشابران وجرجان وابرشهر، وهي نيسابور، وهراة ومرو وغير ذلك من بلاد خراسان وسجستان وكرمان وفارس ومحافظة خوزستان، وما اتصل بذلك من أرض الأعاجم في هذا الوقت وكل هذه البلاد كانت مملكة واحدة ملكها ملك واحد ولسانها واحد، إلا أنهم كانوا يتباينون في شيء يسير من اللغات. | أذر |

الأدلة الأثرية تشير إلى أن الدين الإيراني من الزرادشتية كان بارزا في جميع أنحاء القوقاز قبل المسيحية والإسلام. كما تم الافتراض بأن سكان أذربيجان الإيرانية كانوا في الأغلب من الناطقين بالفارسية قبل وصول الأوغوز. وما يدعم هذا الادعاء العديد من الشخصيات في الأدب الفارسي، مثل قطران التبريزي، الشمس التبريزي، نظامي الكنجوي، وخاقاني الذي كتب باللغة الفارسية قبل وأثناء هجرات الغزيين، ومختارات نزهة المجالس، بالإضافة إلى سترابو ، الإستخارى، والمسعودي، الذين وصفوا عن المنطقة باللغة الفارسية. وذُكر هذا الادعاء أيضاً من قبل المؤرخين في القرون الوسطى الأخرى، مثل شمس الدين المقدسي.
تقول الموسوعة الإيرانية «ينحدر المتحدثون التركية في أذربيجان أساسا من المتحدثين بالإيرانية في وقت سابق». والوجود الحالى لبعض المتحدثين باللغات الإيرانية. من شعوب الطال والتاتيون الموجودة في أذربيجان.

### الأصول القوقازية
وفقا للموسوعة البريطانية:
الاذريون هي مجموعة عرقية مختلطة، حيث يُعدوا من أقدم العناصر المنبثقة عن السكان الأصليين في شرق القوقاز، وربما من الميديين في شمال بلاد فارس.

هناك أدلة على أن، على الرغم من الغزوات والهجرات المتكررة، فإن القوقازيين الأصليين قد تم استيعابهم ثقافياً، أول مرة كانت من قبل الشعوب الإيرانية القديمة وفيما بعد من قبل الأوغوز.

## الاصل التركي
ولكن من المهم الإشارة ان «المصادر الاذربيجانية نفسها» تعتبر الاذريين «من اصل تركي صميم» بعيدا عن كل النظريات الأخرى حول الموضوع وهو مطابق لتحليلات الحمض النووي الريبوزي منقوص الأكسجين لشريحة واسعة للشعب الاذربيجاني ،معتبرة ان نظرية الاصل الفارسي لها اغراض سياسية إيرانية بسبب ان الاذريين يشكلون ثلث الشعب في إيران ،مما يجعل هذا التخريج حل جذري بالنسبة «للمعضلة الاذرية في إيران».